# ブブール・カチャン・ヒジャウ

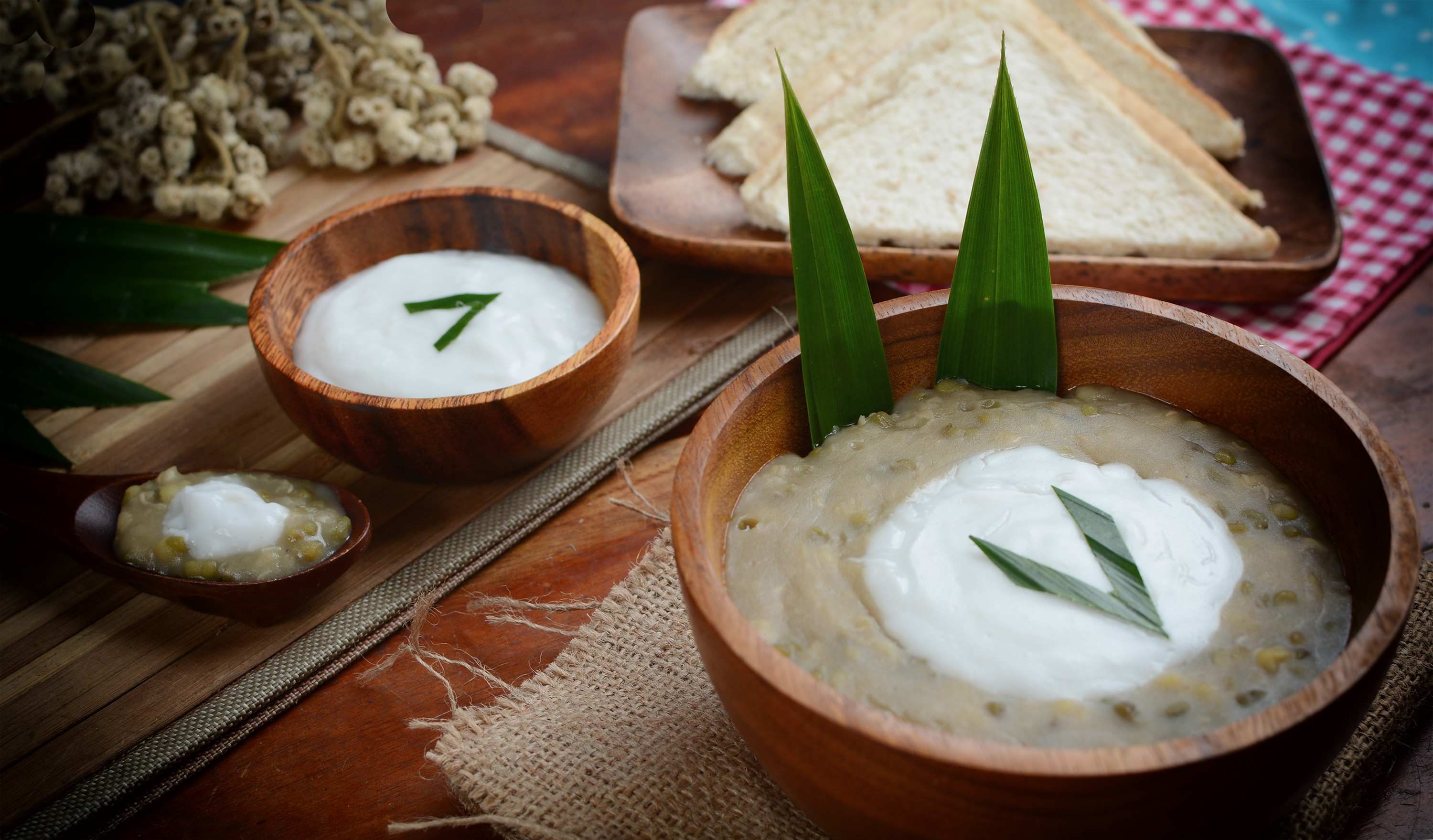
ブブール・カチャン・ヒジャウ

ブブール・カチャン・ヒジャウ（Bubur kacang hijau）とは、東南アジアで食される緑豆を用いた甘い粥。長いため、ブルジョ（burjo）とも呼ばれる。

## 概要
柔らかくなるまで煮た緑豆にココナッツミルク、砂糖（パームシュガーもしくは蔗糖）、パンダン、ショウガ、少量の塩を加えて作られる。多くのバリエーションが存在し、ココナッツミルクをコーンスターチとコンデンスミルクで代用するレシピやドリアンやナンカ、ゼリーを混ぜて作るレシピも存在する。温かくても冷たくても食べることができ、冷たいものはインドネシアではエス・カチャン・ヒジャウ、マレーシアではアイス・カチャン・ヒジャウと呼ばれる。そのままもしくはロティ・バカールと一緒にデザートやおやつとして出されることが多いが、朝食や夜食としても人気がある。インドネシアではブブール・カチャン・ヒジャウを提供するワルンがよくみられるが、観光客向けのレストランでは提供されることの少ない食べ物である。
葉酸を多く含むため健康に良く、葉酸の要求量の多くなる妊娠、授乳中の女性には特に良いとされる。
多数の地方語が存在するインドネシアではジャワ語の「ブブール・カチャン イジョ(Bubur kacang ijo)」、スンダ語の「ブブール・カチャン・ヘジョ(Bubur kacang hejo)」のように地域によって異なる名前が用いられることがある。